# Alessio Cragno
Alessio Cragno (Fiesole, 28 giugno 1994) è un calciatore italiano, portiere svincolato.

## Caratteristiche tecniche
Portiere affidabile, compensa l'altezza contenuta per il ruolo che ricopre (184 cm) con una grande esplosività di gambe, reattività e capacità di leggere le situazioni. Abile sia tra i pali sia nelle uscite aeree – fondamentale, quest'ultimo, che ha affinato negli anni –, si distingue per l'ottima scelta di tempo negli interventi, il coraggio e la personalità. Nonostante una discreta padronanza nel gioco con i piedi, caratteristica andata anch'essa migliorando nel tempo, preferisce spesso affidarsi al lancio lungo piuttosto che ai passaggi corti, sebbene sia in grado di interpretare il ruolo anche nella sua versione più moderna, impostando l'inizio della manovra dalle retrovie. A questo va aggiunta una certa propensione a parare i calci di rigore.
Per via del ruolo ricoperto è soprannominato L'Uomo Cragno, con una crasi tra il suo cognome e quello del supereroe Marvel, personaggio che in precedenza aveva ispirato il soprannome dell'ex portiere Walter Zenga.

## Carriera

### Club

#### Gli inizi e le giovanili
Muove i primi passi nella Polisportiva Sieci, squadra dilettantistica della piccola frazione de Le Sieci, in provincia di Firenze. All'età di 13 anni passa al San Michele Cattolica Virtus, società nella quale in passato mossero i primi passi i calciatori Paolo Rossi e Andrea Barzagli.

#### Brescia
Scoperto da alcuni osservatori del Brescia, si trasferisce nel club lombardo per la stagione 2009-10, disputando da titolare il campionato negli Allievi Nazionali. Debutta in Serie B con la maglia delle Rondinelle il 25 settembre 2012, a 18 anni, in Brescia-Modena (2-1); totalizza 2 presenze. Nella stagione successiva diventa il portiere titolare e disputa 30 partite in campionato.

#### Cagliari
Il 12 luglio 2014 il Cagliari acquista il giocatore a titolo definitivo. Il 23 agosto 2014 Cragno fa il suo esordio da titolare nella partita contro il Catania, valida per il terzo turno di Coppa Italia, riuscendo a mantenere la porta inviolata. Il 21 settembre 2014, a 20 anni, esordisce in Serie A in occasione della partita Roma-Cagliari (2-0) disputata allo Stadio Olimpico. Dopo aver vinto il ballottaggio iniziale con Simone Colombi, disputa da titolare la prima parte della stagione, finisce tuttavia in panchina dopo l'arrivo di Brkić a gennaio, e la stagione si conclude con la retrocessione del club.
L'anno seguente rimane al Cagliari in Serie B, come secondo portiere dietro Marco Storari. Disputa la sua prima partita il 3 dicembre 2015, nella gara del quarto turno di Coppa Italia vinta 1-0 in trasferta contro il Sassuolo.

#### I prestiti al Lanciano e al Benevento
Durante il mercato invernale 2016 viene ceduto in prestito alla Virtus Lanciano in Serie B per giocare come titolare. Esordisce il 30 gennaio 2016, nella sconfitta 3-0 contro il Trapani. Ottiene 18 presenze in campionato, ma nonostante le sue ottime prestazioni la squadra abruzzese retrocede in Lega Pro dopo aver perso entrambi gli scontri play-out contro la Salernitana.
Tornato al Cagliari, il 15 luglio 2016 il portiere fiesolano viene girato in prestito al Benevento, club neo-promosso in Serie B. Esordisce il 7 agosto nella partita del 2º turno di Coppa Italia persa ai rigori contro la Salernitana allo stadio Vigorito. A fine stagione ottiene 39 presenze complessive con 32 gol subiti, e contribuisce alla vittoria dei play-off tramite i quali il Benevento viene promosso in Serie A.

#### Il ritorno in Sardegna
Nelle stagione 2017-2018 ritorna al Cagliari, imponendosi come portiere titolare della formazione rossoblù. Disputa 29 partite in Serie A - oltre a una presenza in Coppa Italia - mantenendo la porta inviolata in 7 occasioni. La squadra, allenata prima da Rastelli e successivamente da Lopez, resta nella massima serie grazie al 16º posto finale.
Nella stagione 2018-2019 Cragno si impone come uno dei migliori portieri del campionato: vince il Premio Apport come Miglior portiere della Serie A, venendo votato dall'Associazione Italiana dei Preparatori dei Portieri; viene inoltre inserito dal sito WhoScored nella top-11 europea della stagione, risultando il miglior estremo difensore del continente per media voto. A fine stagione risulta il calciatore con il maggior numero di minuti disputati in campionato (3686) e il portiere con il maggior numero di parate effettuate (152).
Dopo avere rinnovato il proprio contratto con il club isolano sino al 2024, il 7 agosto 2019, durante l'amichevole giocata a Istanbul contro il Fenerbahçe, si infortuna nel finale di gara a causa di una parata compiuta in occasione di un calcio di punizione per la squadra turca. La diagnosi ha richiesto l'intervento alla spalla destra, eseguito il 7 settembre. Torna in campo il 26 gennaio 2020 nella gara pareggiata 1-1 contro l'Inter. Termina il campionato 2019-2020 — sospeso alcuni mesi a causa della pandemia di COVID-19 in Italia — al 14º posto, risultando ancora uno dei migliori portieri della lega. A fine anno solare risulta il portiere con più parate effettuate nel 2020 nei top-5 campionati europei.

#### Monza e Sassuolo
Il 27 giugno 2022 viene ufficializzato il suo passaggio al Monza. A causa di alcuni problemi fisici e delle convincenti prestazioni di Michele Di Gregorio, non trova spazio ed esordisce con la nuova maglia soltanto il 26 febbraio 2023, in occasione della sconfitta esterna di campionato contro la Salernitana (3-0).
Il 15 luglio 2023 passa in prestito al Sassuolo, dove però ricopre nuovamente il ruolo di secondo dietro Andrea Consigli.

#### Sampdoria
Dopo essere tornato a Monza per l'inizio della stagione e non essere mai stato schierato, il 3 febbraio 2025 passa a titolo definitivo alla Sampdoria. Esordisce in blucerchiato l'8 febbraio in occasione della partita casalinga vinta per 1-0 contro il Modena, mantenendo così la porta inviolata.

### Nazionale
Ha vestito le maglie di tutte le nazionali giovanili italiane a partire dall'Under-17.
Ha esordito in nazionale Under-21 il 4 giugno 2014, subentrando a Francesco Bardi nel secondo tempo della partita amichevole Italia-Montenegro (4-0) disputata a Castel di Sangro. Entra quindi stabilmente nel giro degli Azzurrini ma non viene convocato per l'Europeo Under-21 2015.
All'inizio del biennio successivo viene scelto come portiere titolare; nel 2016, tuttavia, viene superato nella gerarchia da Gianluigi Donnarumma, che passa poi in nazionale maggiore ad agosto dello stesso anno. Viene convocato per l'Europeo Under-21 2017 in Polonia come secondo portiere, proprio dietro a Donnarumma.
Il 1º settembre 2018 riceve la sua prima convocazione in nazionale, dal CT Roberto Mancini che lo inserisce tra i convocati per le due sfide inaugurali della Nations League 2018-2019. Il debutto in nazionale arriva il 7 ottobre 2020, a 26 anni, quando sostituisce Salvatore Sirigu nel secondo tempo della partita amichevole vinta 6-0 contro la Moldavia a Firenze. Dopo aver giocato da titolare l’amichevole del 28 maggio 2021 vinta per 7-0 contro San Marino, non viene inserito nella lista dei 26 convocati per l’Europeo 2020.

## Statistiche

### Presenze e reti nei club
Statistiche aggiornate al 15 giugno 2025.
| Stagione        | Squadra         | Campionato      | Campionato | Campionato | Coppe nazionali | Coppe nazionali | Coppe nazionali | Coppe continentali | Coppe continentali | Coppe continentali | Altre coppe | Altre coppe | Altre coppe | Totale | Totale |
| Stagione        | Squadra         | Comp            | Pres       | Reti       | Comp            | Pres            | Reti            | Comp               | Pres               | Reti               | Comp        | Pres        | Reti        | Pres   | Reti   |
| --------------- | --------------- | --------------- | ---------- | ---------- | --------------- | --------------- | --------------- | ------------------ | ------------------ | ------------------ | ----------- | ----------- | ----------- | ------ | ------ |
| 2012-2013       | Brescia         | B               | 2          | -3         | CI              | 0               | 0               |                    | -                  | -                  |             | -           | -           | 2      | -3     |
| 2013-2014       | Brescia         | B               | 30         | -41        | CI              | 1               | -1              |                    | -                  | -                  |             | -           | -           | 31     | -42    |
| Totale Brescia  | Totale Brescia  | Totale Brescia  | 32         | -44        |                 | 1               | -1              |                    | -                  | -                  |             | -           | -           | 33     | -45    |
| 2014-2015       | Cagliari        | A               | 14         | -26        | CI              | 2               | -4              |                    | -                  | -                  |             | -           | -           | 16     | -30    |
| 2015-gen. 2016  | Cagliari        | B               | 0          | 0          | CI              | 2               | -3              |                    | -                  | -                  |             | -           | -           | 2      | -3     |
| gen.-giu. 2016  | Lanciano        | B               | 18+2       | -24 + -5   | CI              | -               | -               |                    | -                  | -                  |             | -           | -           | 20     | -29    |
| 2016-2017       | Benevento       | B               | 33+5       | -30 + -2   | CI              | 1               | 0               |                    | -                  | -                  |             | -           | -           | 39     | -32    |
| 2017-2018       | Cagliari        | A               | 29         | -47        | CI              | 1               | -1              |                    | -                  | -                  |             | -           | -           | 30     | -48    |
| 2018-2019       | Cagliari        | A               | 38         | -54        | CI              | 2               | -3              |                    | -                  | -                  |             | -           | -           | 40     | -57    |
| 2019-2020       | Cagliari        | A               | 16         | -21        | CI              | 0               | 0               |                    | -                  | -                  |             | -           | -           | 16     | -21    |
| 2020-2021       | Cagliari        | A               | 34         | -53        | CI              | 0               | 0               |                    | -                  | -                  |             | -           | -           | 34     | -53    |
| 2021-2022       | Cagliari        | A               | 35         | -63        | CI              | 1               | -1              |                    | -                  | -                  |             | -           | -           | 36     | -64    |
| Totale Cagliari | Totale Cagliari | Totale Cagliari | 166        | -264       |                 | 8               | -12             |                    | -                  | -                  |             | -           | -           | 174    | -276   |
| 2022-2023       | Monza           | A               | 1          | -3         | CI              | 3               | -5              | -                  | -                  | -                  | -           | -           | -           | 4      | -8     |
| 2023-2024       | Sassuolo        | A               | 3          | -7         | CI              | 2               | -3              | -                  | -                  | -                  | -           | -           | -           | 5      | -10    |
| 2024-feb. 2025  | Monza           | A               | 0          | 0          | CI              | 0               | 0               | -                  | -                  | -                  | -           | -           | -           | 0      | 0      |
| Totale Monza    | Totale Monza    | Totale Monza    | 1          | -3         |                 | 3               | -5              |                    | -                  | -                  |             | -           | -           | 4      | -8     |
| feb.-giu. 2025  | Sampdoria       | B               | 14+1       | -14+0      | CI              | 0               | 0               | -                  | -                  | -                  | -           | -           | -           | 15     | -14    |
| Totale carriera | Totale carriera | Totale carriera | 275        | -393       |                 | 15              | -21             |                    | -                  | -                  |             | -           | -           | 290    | -414   |

### Cronologia presenze e reti in nazionale
| Cronologia completa delle presenze e delle reti in nazionale ― Italia | Cronologia completa delle presenze e delle reti in nazionale ― Italia | Cronologia completa delle presenze e delle reti in nazionale ― Italia | Cronologia completa delle presenze e delle reti in nazionale ― Italia | Cronologia completa delle presenze e delle reti in nazionale ― Italia | Cronologia completa delle presenze e delle reti in nazionale ― Italia | Cronologia completa delle presenze e delle reti in nazionale ― Italia | Cronologia completa delle presenze e delle reti in nazionale ― Italia |
| Data                                                                  | Città                                                                 | In casa                                                               | Risultato                                                             | Ospiti                                                                | Competizione                                                          | Reti                                                                  | Note                                                                  |
| --------------------------------------------------------------------- | --------------------------------------------------------------------- | --------------------------------------------------------------------- | --------------------------------------------------------------------- | --------------------------------------------------------------------- | --------------------------------------------------------------------- | --------------------------------------------------------------------- | --------------------------------------------------------------------- |
| 7-10-2020                                                             | Firenze                                                               | Italia                                                                | 6 – 0                                                                 | Moldavia                                                              | Amichevole                                                            | -                                                                     | 67’                                                                   |
| 28-5-2021                                                             | Cagliari                                                              | Italia                                                                | 7 – 0                                                                 | San Marino                                                            | Amichevole                                                            | -                                                                     | 62’                                                                   |
| Totale                                                                |                                                                       | Presenze                                                              | 2                                                                     |                                                                       | Reti                                                                  | 0                                                                     |                                                                       |

| Cronologia completa delle presenze e delle reti in nazionale ― Italia under 21 | Cronologia completa delle presenze e delle reti in nazionale ― Italia under 21 | Cronologia completa delle presenze e delle reti in nazionale ― Italia under 21 | Cronologia completa delle presenze e delle reti in nazionale ― Italia under 21 | Cronologia completa delle presenze e delle reti in nazionale ― Italia under 21 | Cronologia completa delle presenze e delle reti in nazionale ― Italia under 21 | Cronologia completa delle presenze e delle reti in nazionale ― Italia under 21 | Cronologia completa delle presenze e delle reti in nazionale ― Italia under 21 |
| Data                                                                           | Città                                                                          | In casa                                                                        | Risultato                                                                      | Ospiti                                                                         | Competizione                                                                   | Reti                                                                           | Note                                                                           |
| ------------------------------------------------------------------------------ | ------------------------------------------------------------------------------ | ------------------------------------------------------------------------------ | ------------------------------------------------------------------------------ | ------------------------------------------------------------------------------ | ------------------------------------------------------------------------------ | ------------------------------------------------------------------------------ | ------------------------------------------------------------------------------ |
| 4-6-2014                                                                       | Castel di Sangro                                                               | Italia under 21                                                                | 4 – 0                                                                          | Montenegro under 21                                                            | Amichevole                                                                     | -                                                                              | 67’                                                                            |
| 12-8-2015                                                                      | Telki                                                                          | Ungheria under 21                                                              | 0 – 0                                                                          | Italia under 21                                                                | Amichevole                                                                     | -                                                                              | 46’                                                                            |
| 8-9-2015                                                                       | Reggio Emilia                                                                  | Italia under 21                                                                | 1 – 0                                                                          | Slovenia under 21                                                              | Qual. Europeo Under-21 2017                                                    | -                                                                              |                                                                                |
| 8-10-2015                                                                      | Capodistria                                                                    | Slovenia under 21                                                              | 0 – 3                                                                          | Italia under 21                                                                | Qual. Europeo Under-21 2017                                                    | -                                                                              |                                                                                |
| 13-10-2015                                                                     | Vicenza                                                                        | Italia under 21                                                                | 1 – 0                                                                          | Irlanda under 21                                                               | Qual. Europeo Under-21 2017                                                    | -                                                                              |                                                                                |
| 13-11-2015                                                                     | Novi Sad                                                                       | Serbia under 21                                                                | 1 – 1                                                                          | Italia under 21                                                                | Qual. Europeo Under-21 2017                                                    | -1                                                                             |                                                                                |
| 17-11-2015                                                                     | Castel di Sangro                                                               | Italia under 21                                                                | 2 – 0                                                                          | Lituania under 21                                                              | Qual. Europeo Under-21 2017                                                    | -                                                                              |                                                                                |
| 10-8-2016                                                                      | San Benedetto del Tronto                                                       | Italia under 21                                                                | 0 – 0                                                                          | Albania under 21                                                               | Amichevole                                                                     | -                                                                              | 46’                                                                            |
| 2-9-2016                                                                       | Vicenza                                                                        | Italia under 21                                                                | 1 – 1                                                                          | Serbia under 21                                                                | Qual. Europeo Under-21 2017                                                    | -1                                                                             |                                                                                |
| 6-9-2016                                                                       | La Spezia                                                                      | Italia under 21                                                                | 3 – 0                                                                          | Andorra under 21                                                               | Qual. Europeo Under-21 2017                                                    | -                                                                              |                                                                                |
| 11-10-2016                                                                     | Kaunas                                                                         | Lituania under 21                                                              | 0 – 0                                                                          | Italia under 21                                                                | Qual. Europeo Under-21 2017                                                    | -                                                                              |                                                                                |
| 14-11-2016                                                                     | Bergamo                                                                        | Italia under 21                                                                | 0 – 0                                                                          | Danimarca under 21                                                             | Amichevole                                                                     | -                                                                              |                                                                                |
| Totale                                                                         |                                                                                | Presenze                                                                       | 12                                                                             |                                                                                | Reti                                                                           | -2                                                                             |                                                                                |

## Palmarès

### Nazionale
- Memorial Granatkin: 1

Italia Under-18: 2012

### Individuale
- Gran Galà del calcio AIC: 1

Miglior giovane della Serie B: 2017